# Kannur Sarkari, Sagar
Kannur Sarkari là một làng thuộc tehsil Sagar, huyện Shimoga, bang Karnataka, Ấn Độ.